# Attagenus astacurus
Attagenus astacurus is een keversoort uit de familie spektorren (Dermestidae). De wetenschappelijke naam van de soort werd in 1931 gepubliceerd door Paul de Peyerimhoff de Fontenelle.